# Chao He
Chao He is een Chinees voetballer die speelt als middenvelder voor de Chinese club GZ Evergrande.

## Carrière
He speelde bij de jeugd van Changchun Yatai, bij deze club maakte hij ook zijn profdebuut. In 2019 maakte hij de overstap naar GZ Evergrande, maar werd meteen uitgeleend aan Jiangsu Suning.
He speelde verschillende wedstrijden voor de jeugdelftallen van China en maakte in 2017 zijn debuut bij de senioren.

## Erelijst
- Guangzhou Evergrande FC
  - Landskampioen: 2019